# Амиго, Юрий Владимирович
Юрий Владимирович Амиго (17 октября 1946 — 10 декабря 2016, Москва) — советский и российский актёр. Заслуженный артист Российской Федерации (1997).

## Биография
В 1968 году окончил Театральное училище имени М. С. Щепкина (курс В. И. Коршунова). С 1975 года служил в Московском театре миниатюр (с 1987 — московский театр «Эрмитаж»).

## Творчество

### Роли в театре
«Эрмитаж»
- «Живой труп» Л. Н. Толстого — отец Маши
- «Где найти Алису?» (по мотивам сказки Л. Кэрролла «Алиса в Стране чудес») — папа Алисы, в Стране чудес он — Шляпник
- «Полёт Ди Грассо (До свиданья, мертвецы)» (по пьесе «Мария» и другим произведениям И. Э. Бабеля) — Филипп
- «Чехонте в „Эрмитаже“» М. Левитина по мотивам рассказов А. П. Чехова
- «Скверный анекдот» (по одноимённому рассказу Ф. М. Достоевского) — офицер
- «Парижская жизнь» Ж. Оффенбаха — Жозеф, комиссионер
- «Чиж и ёж» (по мотивам авторов журналов «Ёж» и «Чиж»)
- «Большая кошачья сказка» — Плутелло, сыщик международного класса
- «Линия» (по повести А. Белой) — строитель
- «Мотивчик»: Воспоминание о Легаркальманштраусе
- «Хроника широко объявленной смерти»
  - Часть первая: «Приказывай, я подчиняюсь» А. Моравиа — следователь
  - Часть вторая: «История одной смерти, о которой знали» Габриэля Гарсиа Маркеса — отец Флоры
- «Мы собрались здесь» М. Левитина (по материалам 1-го съезда советских писателей и произведениям делегатов съезда) — автор (от немецкого писателя-антифашиста)
- «Примеры из жизни» : Сатирическое обозрение в 2-х действиях
- «Пока всё о’кей» — Медведь
- «Свадьба Кречинского» А. В. Сухово-Кобылина (на Новом Арбате, 11) — Никанор Савич Бек
- «Безразмерное Ким-танго» (шоу из 52 куплетов Ю. Кима) — актёр
- «Зойкина квартира» М. А. Булгакова — мёртвое тело Ивана Васильевича
- «Изверг» М. Левитина — Император; слуга Идалии
- «Капнист туда и обратно» Ю. Кима — прокурор
- «Кто автор этого безобразия?» Н. Эрдмана — актёр
- «Леди Макбет в Школе клоунов» (по мотивам произведений Н. С. Лескова) — Борис Тимофеевич Измайлов
- «Меня убить хотели эти суки» (по роману «Факультет ненужных вещей» Ю. О. Домбровского) — Пьяный (в сцене из спектакля «Очная ставка» Л. Р. Шейнина)
- «Моя старшая сестра» А. Володина — председатель приёмной комиссии
- «Моя тень» (по пьесе «Тень» Е. Л. Шварца) — Палач
- «О сущности любви» (по В.Маяковскому) — Следователи
- Пир во время ЧЧЧумы. Фрагменты (фрагменты из «Маленьких трагедий» А. С. Пушкина) — Призраки былого — Сальери, Моцарт, Скрыпач, Скупой, Дон Карлос, Старцы
- С. С. С. Р.: Прооперетту — актёр

Театр МИРТ (Мастерская Интегрированный Реабилитационный Театр) Наталии Ораловой
- «Я, Фейербах[нем.]» (Т. Дорст[нем.], У. Элер[нем.]) — Фейербах[4]

### Роли в кино
- 1994 — Горячев и другие — Владимир Иванович, врач
- 1996 — Свойства девятки (короткометражный)[5]
- 2002 — Азазель — 1-й чиновник на почтамте[6]
- 2015 — Подлец — Иван Иванович

## Награды и признание
- Заслуженный артист Российской Федерации (1997)[2]
- Медаль «В память 850-летия Москвы»
- Диплом лауреата Всероссийского фестиваля интегрированных театров (2009)[3].